# Гвелети (Казбегский муниципалитет)
Гвелети (груз. გველეთი, ингуш. ГелатӀе) — село в Казбегском муниципалитете Грузии, община Степанцминда. Расположено в Дарьяльском ущелье, на правом берегу реки Девдораки (левый приток Терги). 1560 метров над уровнем моря, 9 километров от Степанцминда. Гвилетцы выходцы из кистинского ущелья и принадлежат к чеченскому племени

## История

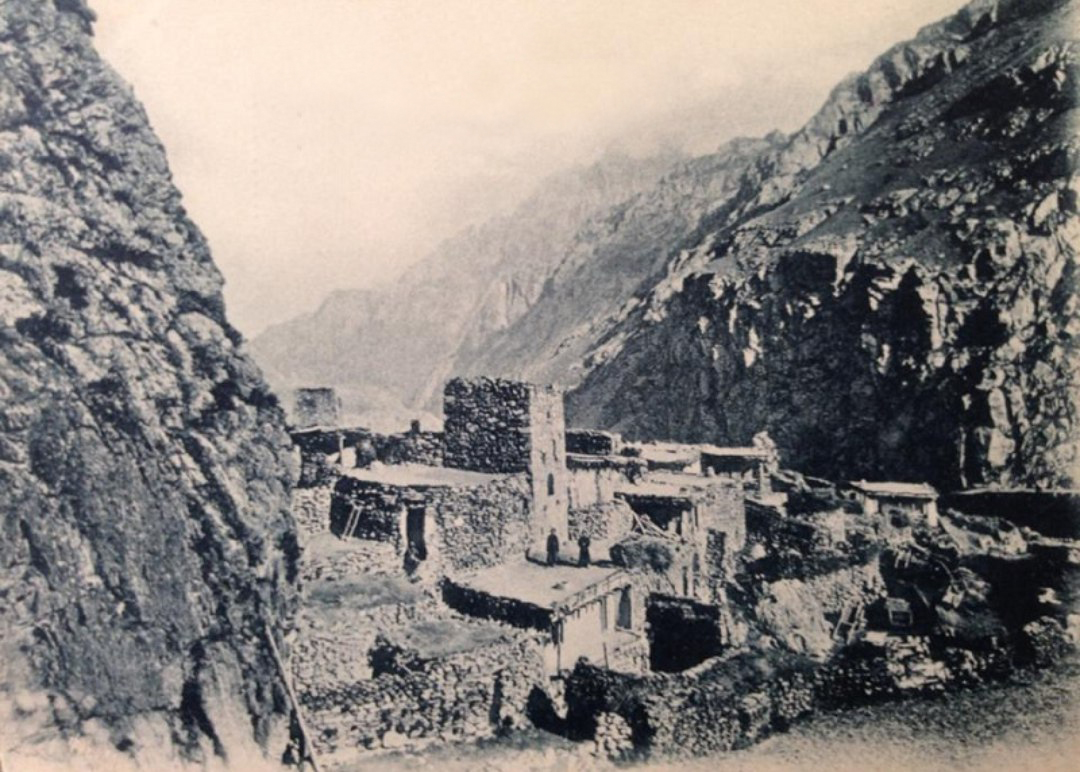
Селение Гвилети, нач. XX в.

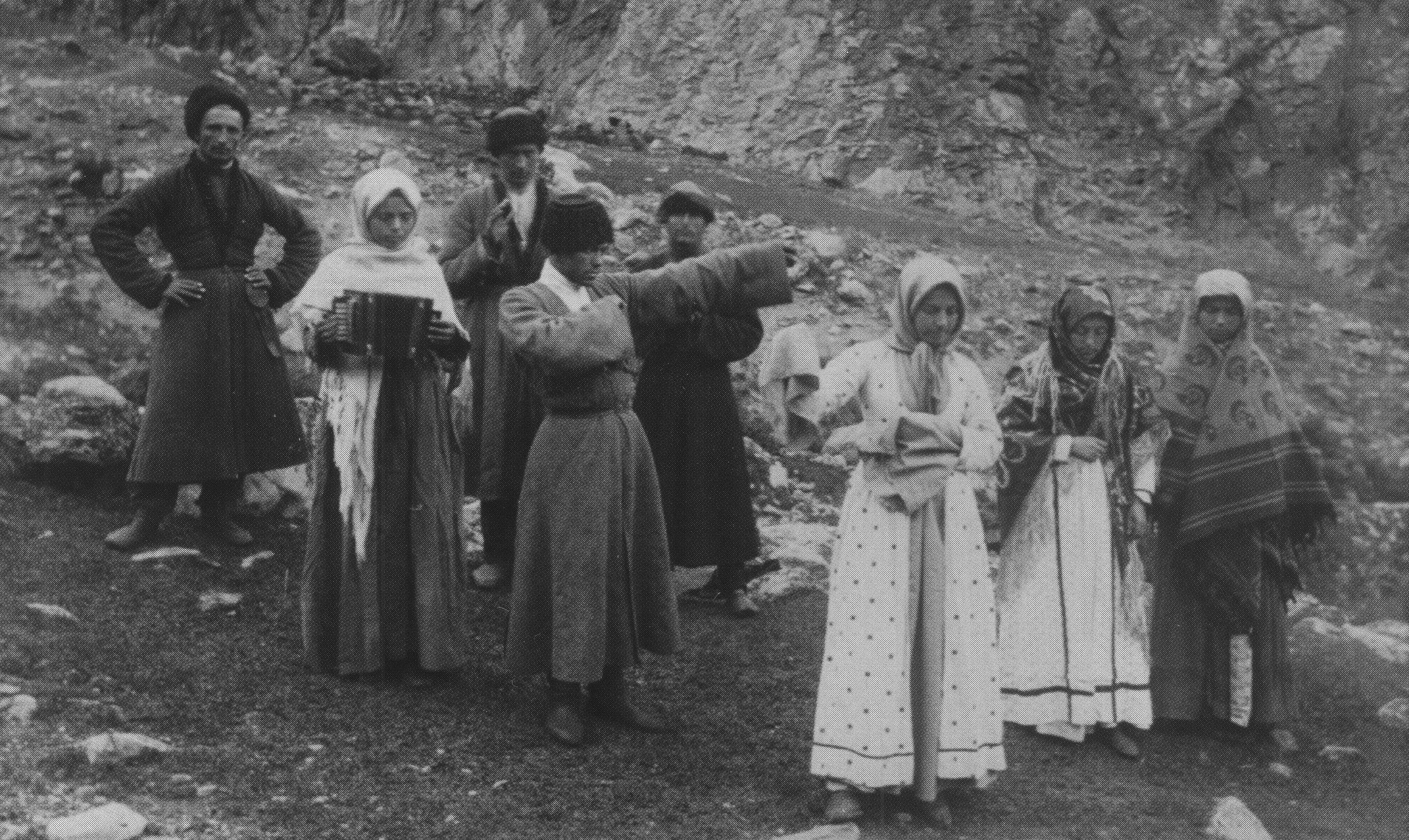
Танец в Гвилети, 1880-е гг.

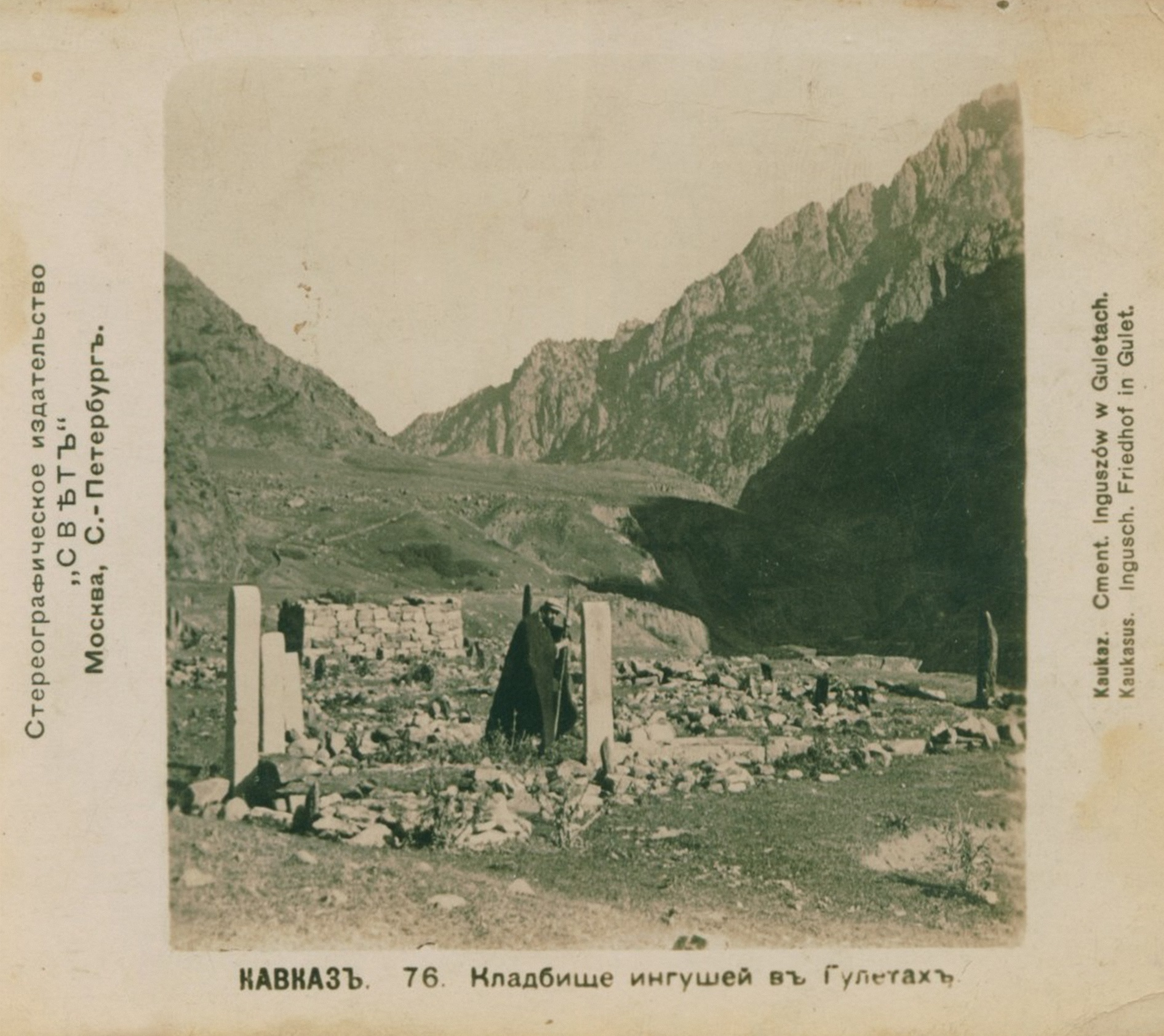
Кладбище ингушей в Гвилети, 1910 г.

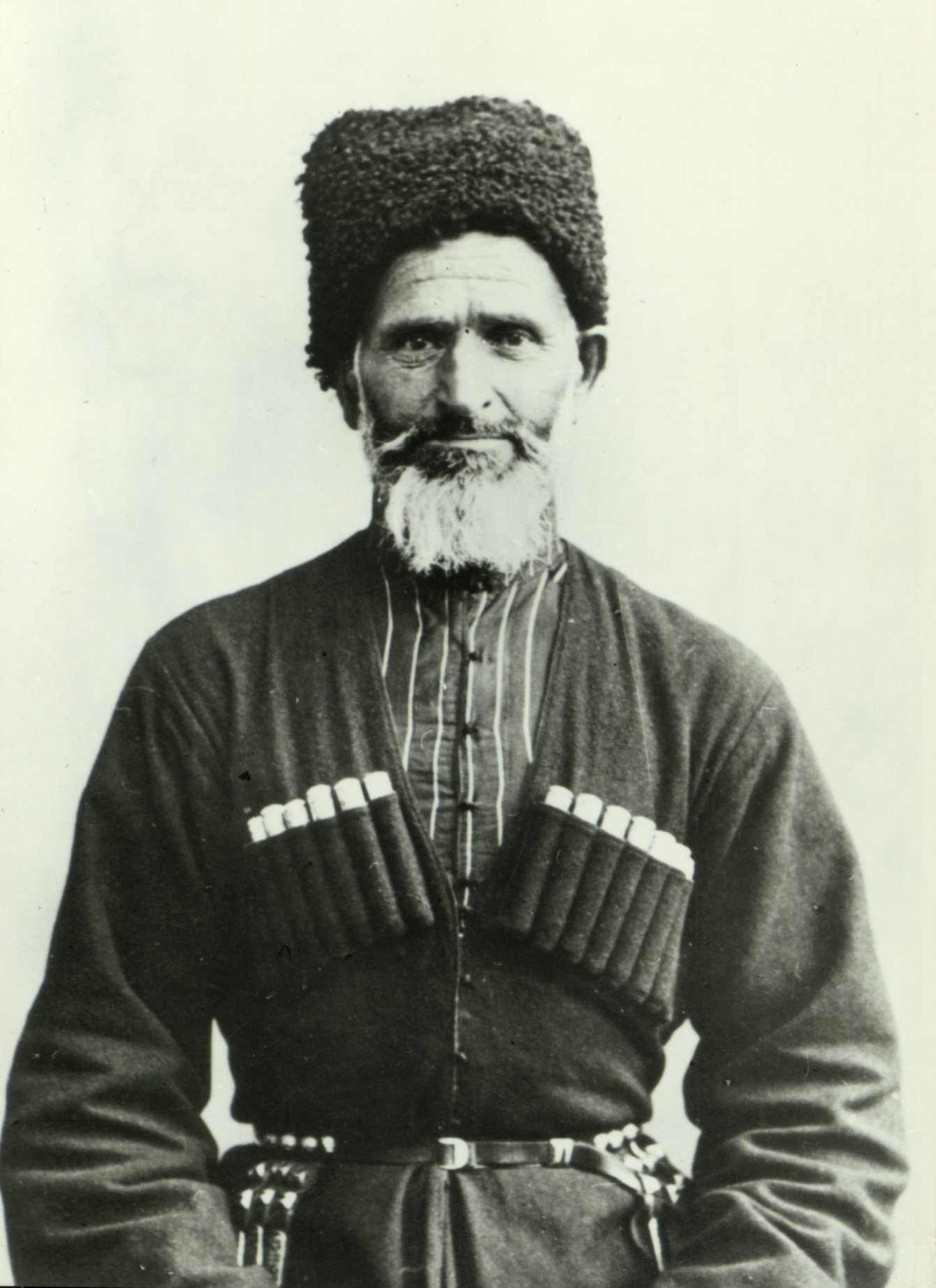
Цогол Бузуртанов — альпинист, сын охотника Иосифа — первопокорителя Казбека. Житель селения Гвилети.

Первое упоминание о Гвелети встречается в документе «Gergetis sulta matiane», датируемом XV веком.
В русских документальных источниках село Гвилети впервые упоминается в Посольских приказах 1589 года под названием «Черебашев кабак», по имени старшины селения ингуша Чербаша (ингуш. ЧӀербаж). Во время прохода русского посольства во главе с С. Звенигородским и Т. Антоновым через территорию ингушей в Грузию в сентябре 1589 года, как сообщают документы, дожди размыли последний мост через реку на границе с Грузией, и посольство вынуждено было просить помощи у местных жителей — им была необходима древесина для починки моста: «И послы князь Семен и диак Торх под Черебашовым кабаком дневали ден для мосту».

Владелец кабака Черебаш, видимо ингуш (ср. ингушскую фамилию Черебижевых). Черебашев кабак находился на месте современного ингушского селения Гвилети в Дарьяльском ущелье. Согласно ингушским историческим преданиям, предки Черебашевых жили по Военно-Грузинской дороге именно в этих местах. В одном из таких преданий, записанном Б. К. Далгатом, рассказывается, что Черебышу (Черебашу) и жителям Гвилети удалось разбить войско кабардинского князя, шедшего походом на Тифлис. В благодарность за это грузинский царь Георгий подарил Черебашу землю от Казбеки до Гумлета (Гвилети).

Вахушти в своей «Географии» упоминает, что Гвелецкое ущелье (Гвелет) ранее называлось «Гелатское».
В 1770-х годах в селе побывал российский исследователь И. Гюльдинштедт, писавший, что село относится к осетинскому округу. В 1800-х годах в селе побывал российский исследователь Ю. Клапрот, назвавший его «Гелафи, или Гюлети» и написавший, что оно населено осетинами.
В 1861 году жители Гвилети последними из ингушей приняли Ислам.
Из села Гвилети происходит ингушская династия восходителей и проводников на гору Казбек. Иосиф, Цхьогол (Лис), Яни и Исакх (Исаак) Бузуртановы — три поколения рода, были проводниками всех первых европейских и российских восходителей.
Иосиф Бузуртанов упоминается как "Иосиф Мохевец" грузинским князем Иоанном Багратиони в его рукописи «Калмасоба» как первый человек, поднявшийся на вершину горы Казбек в конце XVIII века во время правления Ираклия II. Член Русского горного общества в Пятигорске, доцент Яков Фролов, изучив историю покорения горы Казбек, также утверждал, что первым альпинистом на вершину горы был Иосиф Бузуртанов. Яков Фролов провел скрупулезный опрос среди долгожителей различных регионов, прилегающих к Казбеку. Жители ингушского предгорного села Ахки-Юрт хвалили, что Иосиф, уроженец села Гвелети, первым поднялся на вершину горы Казбек. Известный альпинист Ягор Казаликашвили сообщал в начале XX века, ссылаясь на сведения пожилых жителей Казбекского района, что «первопроходцем был ингушский охотник из Гвелети, искавший сокровища царицы Тамары», слух, издавна существовавший среди местных альпинистов. Когда Цхьогола Бузуртанова спросили, кто научил его альпинистской технике, Цхьогол уверенно ответил: «Мой отец, который поднялся на вершину Башлоам-Корта, чтобы отыскать хранящийся там клад».
В 1868 году Цхьогол Бузуртанов был проводником группы Фрешфильд — Мур — Такер — Девуасон. В 1873 году его сын Яни Бузуртанов стал проводником первого русского восходителя на Казбек В. Козьмина. Яни и Исакх Бузуртановы были объявлены членами Русского Географического Общества.
Гвелетцы дважды выселялись царскими властями. К середине XIX века население поселения целиком состояло из ингушей. В мае 1888 года произошло второе выселение ингушей из Гвелети в Ахалцихский и Ахалкалакский уезды Тифлисской губернии, причем не более двух-трёх семей в один населенный пункт. В 1895 году гвелетцам-ингушам разрешили переселиться в Ингушетию, тоже не более двух-трёх семей в село, согласное их принять. Уже в этом году село Гвилети считалось официально необитаемым.

Мост через реку Терек на 7-й версте от Ларса к Казбеку, а также дорожная караулка у этого моста, называется Гулетскими. Название это дано по имени существовавшего тут до 1895 года сел. Гулеты (Гвилети), которое было расположено в саженях во ста к западу, у входа в узкое ущелье, из которого вытекает Гулетский ручей. Селение это, или аул, как иногда еще его называли, состояло из полутора или двух десятков домов и было населено ингушами, давними выходцами из Джераховского ущелья…
… В конце прошлого столетия — в 1894—1895 гг., всех потомков этого прославившегося ингуша (ЧӀербажа), которые одни только и составляли население Гулет, административным распоряжением выселили в Ахалкалакский уезд, с запрещением возврата на старое место.

На сегодняшний день выходцев из Гвилети насчитывается порядка 20 фамилий. В самом Гвилети ингуши сегодня не живут.  Последним ингушским жителем селения был Бузуртанов Якуб, переселившийся в Республику Ингушетия в 1992 году. Современное население селения составляют  грузины-мохевцы, "переселившиеся в 1944 году из сел Цдо и Казбеги, до 15 дымов".
Башни Гвилети запечатлел на одной из своих картин М. Лермонтов.
За Гвилетским мостом — глубокое, но короткое ущелье, в конце которого с высоты немногим более 20 метров двумя каскадами низвергается горный поток, берущий начало между хребтами Арч-корт и Сарцевис. Расстояние от Гвилетского моста до водопада — 0,75 км с большим подъёмом.